# Léon Bellefleur
Pour les articles homonymes, voir Bellefleur.
Léon Bellefleur, né à Montréal le 8 février 1910 et mort à Montréal le 22 février 2007, est un peintre et graveur québécois.

## Biographie
Léon Bellefleur a toujours fait preuve d'un grand intérêt pour l'art. Par contre, son père lui refuse le droit d'étudier aux Beaux-Arts et l'incite plutôt à prendre une autre voie. Il finit par faire des études à l'École normale Jacques-Cartier, puis commence une carrière d'instituteur qui durera près de vingt-cinq ans. En 1934, il épouse Rita Jolicoeur avec qui il aura cinq enfants.
C'est en 1946 qu'aura lieu sa première exposition, ses œuvres ayant été présentées avec les dessins des enfants auxquels il enseigne. Un an plus tard, il publie "Plaidoyer pour l'Enfant". En 1951, il obtient le premier prix de peinture moderne au Salon du Printemps du Musée des Beaux-Arts de Montréal.
En 1948, en réaction aux automatistes, dont il jugeait parfois les principes trop radicaux, il devient l'un des signataires du manifeste "Prisme d'Yeux", rédigé par le peintre Jacques De Tonnancour, qui réclame une liberté d'expression totale en art.
En 1954, il quitte l'enseignement pour se consacrer entièrement à son art. À l'automne de la même année, il quitte Montréal avec sa femme pour aller vivre à Paris où ils passeront dix années de leur vie. Il y fera plusieurs rencontres, dont André Breton et le groupe surréaliste. Il en reste profondément marqué, malgré le fait qu'il se soit toujours défendu d'être un "vrai surréaliste". En fait, on peut reconnaître dans ses œuvres, le résultat de deux types d'automatismes :
1. l'automatisme mécanique, qui résulte des procédés strictement physiques, comme les tâches ou les ondulations de spatule.
2. l'automatisme surrationnel, écriture plastique non préconçue.

Il est un des membres fondateurs de l'Association des artistes non figuratifs de Montréal à titre de conseiller.
C'est surtout la deuxième voie qui oriente l'ensemble de l'œuvre de Bellefleur. « Une forme en appelle une autre jusqu'au sentiment d'unité, ou de l'impossibilité d'aller plus loin sans destruction. En cours d'exécution, aucune attention n'est portée au contenu. L'assurance qu'il est fatalement lié au contenant justifie cette liberté… » Bellefleur travaille sur une mise en ordre picturale du hasard et du subconscient dont l'aboutissement se présente comme une abstraction lyrique.
Vers le milieu des années 1960, Bellefleur revient au Québec en pleine révolution tranquille. Il faudra attendre 1968 pour que la galerie nationale du Canada lui consacre une rétrospective. Ironiquement, en 1977, il fut le premier lauréat du prix Paul-Émile Borduas, créé par le gouvernement du Québec pour saluer l'ensemble de l’œuvre d'un artiste du domaine des arts visuels. En 1985, il reçut de la Société Saint-Jean-Baptiste le prix Louis-Philippe Hébert décerné aux grands peintres québécois, entre autres Pellan et DeTonnancour qui étaient ses amis proches.
Le fonds d'archives de Léon Bellefleur est conservé au centre d'archives de Montréal de Bibliothèque et Archives nationales du Québec.

## Médiums
Huile, gouache, dessin, aquarelle, eau-forte.

## Distinctions
- 1951 - Prix Jessie Dow du Musée des beaux-arts de Montréal
- 1960 - Représente le Canada avec Borduas, Riopelle et quelques autres au Musée Guggenheim de New York
- 1977 - Prix Paul-Émile-Borduas du Gouvernement du Québec
- 1985 - Prix Louis-Philippe-Hébert de la Société Saint-Jean-Baptiste de Montréal
- 1987 - Doctorat honorifique de l'Université Concordia
- 1989 - Membre de l'Académie royale des arts du Canada

## Expositions solos
Plus de 35 expositions solos au Canada, à Paris, à Londres et à Ribe (Danemark). 
Rétrospective à la Galerie Michel-Ange de Montréal (1989).

## Musées et collections publiques
- Agnes Etherington Art Centre
- Art Gallery of Greater Victoria
- Art Gallery of Hamilton
- Art Gallery of Nova Scotia
- Carleton University Art Gallery
- Collection d'œuvres d'art, Université de Montréal
- Confederation Centre Art Gallery & Museum
- Galerie de l'UQAM
- Galerie Leonard & Bina Ellen, Université Concordia
- McMichael Canadian Art Collection
- Mendel Art Gallery
- Musée d'art de Joliette
- Musée de Lachine
- Musée des beaux-arts de l'Ontario
- Musée des beaux-arts de Montréal
- Musée des beaux-arts de Sherbrooke
- Musée des beaux-arts du Canada
- Musée du Bas-Saint-Laurent
- Musée Louis-Hémon
- Musée national des beaux-arts du Québec[6]
- Musée Pierre-Boucher
- Museum London
- Robert McLaughlin Gallery

## Œuvres exposées
- 14 images, Cybermuse
- 10 images, Galerie Michel-Ange
- 8 images, Galerie du Collectionneur
- 5 images, Galerie Valentin
- 3 images, site lessignets.com
- 2 images, Galerie Arts contemporains